# The Voodoo You Love
The Voodoo You Love è il terzo album in studio del gruppo musicale statunitense Roxx Gang, pubblicato nel 1995.

## Tracce
1. Daddy's Farm (Steele) 3:53
2. Stone Dead Drunk (Again) (Steele) 4:41
3. Time Bomb (Blades, Steele) 4:29
4. Hot for Love (Steele) 5:11
5. Silver Train (Steele) 4:13
6. Can't Catch Me (Steele) 4:21
7. What You See (Steele) 3:16
8. Be Your Man (Steele) 3:43
9. Shame on Me (Steele) 3:22
10. Hot 'Lanta (Steele) 4:37
11. Thick as Thieves (Blades, Steele) 4:16
12. Meanwhile, Back at the Ranch (Steele) 4:03

## Formazione
- Kevin Steele - voce
- Stacey Blades - chitarra
- Dorian Sage - basso
- Tommy Weder - batteria